# Gustav Holst
Gustavus Theodore Holst (nascut com Gustavus Theodore von Holst; Cheltenham, Regne Unit 21 de setembre de 1874 – Londres, Regne Unit 25 de maig de 1934) va ser un compositor, arranjador i professor anglès. És sobretot conegut per la suite orquestral Els planetes, tot i que va compondre moltes altres obres en diversos gèneres, cap de les quals va assolir un èxit comparable. El seu estil compositiu distintiu va ser fruit de múltiples influències, sent Richard Wagner i Richard Strauss les més decisives en els primers moments del seu desenvolupament. Posteriorment, l’impuls de la revitalització de la música tradicional anglesa a principis del segle XX i l’exemple de compositors moderns emergents com Maurice Ravel van portar Holst a desenvolupar i polir un estil propi i personal.
Hi havia músics professionals en les tres generacions anteriors de la família Holst, i ja des de petit es va veure clar que ell seguiria la mateixa vocació. Esperava convertir-se en pianista, però una neuritis al braç dret li ho va impedir. Tot i les reserves del seu pare, va seguir la carrera de compositor, estudiant al Royal College of Music sota la direcció de Charles Villiers Stanford. Com que no podia guanyar-se la vida només amb la composició, va tocar el trombó professionalment i més endavant es va dedicar a l’ensenyament, on va excel·lir segons el seu col·lega Ralph Vaughan Williams. Entre altres activitats docents, va consolidar una sòlida tradició de concerts al Morley College, on va ser director musical des del 1907 fins al 1924, i va ser pioner en l’educació musical femenina a St Paul's Girls' School, on va ensenyar des del 1905 fins a la seva mort el 1934. També va fundar una sèrie de festivals musicals de Whitsun, que es van celebrar des del 1916 fins a la seva mort.
Les obres de Holst es van interpretar amb freqüència en els primers anys del segle xx, però no va ser fins a l’èxit internacional de Els planetes en els anys immediatament posteriors a la Primera Guerra Mundial que es va convertir en una figura coneguda. Home tímid, no va rebre amb entusiasme aquesta fama i preferia estar en pau per compondre i ensenyar. En els darrers anys, el seu estil compositiu personal i intransigent va semblar massa auster per a molts amants de la música, i la seva breu popularitat va decaure. Tot i això, va ser una influència important per a diversos compositors anglesos més joves, com Edmund Rubbra, Michael Tippett i Benjamin Britten. A excepció de Els planetes i unes poques obres més, la seva música va estar generalment oblidada fins als anys 80, quan es van fer disponibles enregistraments de gran part de la seva producció.

## Biografia i carrera

### Primers anys

#### Orígens familiars

Arbre genealògic de la família Holst (simplificat)

Holst va néixer a Cheltenham, Gloucestershire, i era el més gran dels dos fills d’Adolph von Holst, músic professional, i de la seva esposa, Clara Cox, de soltera Lediard. Ella era majoritàriament d’ascendència britànica, i filla d’un advocat respectat de Cirencester. La branca Holst de la família era d’ascendència mixta sueca, letona i alemanya, amb almenys un músic professional en cadascuna de les tres generacions anteriors.
Un dels besavis de Holst, Matthias Holst, nascut a Riga, Letònia, era d'origen alemany; va treballar com a compositor i professor d’arpa a la cort imperial russa a Sant Petersburg. El fill de Matthias, Gustavus, que es va traslladar a Anglaterra amb els seus pares quan era nen, l’any 1802, fou compositor de música de saló i un reconegut professor d’arpa. Es va apropiar del prefix aristocràtic von i el va afegir al cognom familiar amb l’esperança d’augmentar el prestigi i atreure més alumnes.
El pare de Holst, Adolph von Holst, va esdevenir organista i mestre de capella a l’església de Tots els Sants de Cheltenham; també feia classes i oferia recitals de piano. La seva esposa, Clara, una antiga alumna seva, era una cantant i pianista amb talent. Van tenir dos fills; el germà petit de Gustav, Emil Gottfried, es va fer conegut com a Ernest Cossart, un actor d’èxit al teatre del West End, a Nova York i a Hollywood. Clara va morir el febrer de 1882, i la família es va traslladar a una altra casa de Cheltenham, on Adolph va demanar ajuda a la seva germana Nina per criar els nens. Gustav va reconèixer la seva dedicació a la família i li va dedicar diverses de les seves primeres composicions. L’any 1885, Adolph es va casar amb Mary Thorley Stone, una altra de les seves alumnes. Van tenir dos fills, Matthias (conegut com a "Max") i Evelyn ("Thorley"). Mary von Holst estava absorbida per la teosofia i no mostrava gaire interès pels afers domèstics. Els quatre fills d’Adolph van créixer sota el que un biògraf anomena una "negligència benigna", i Gustav, en particular, "no va rebre gaire atenció ni comprensió, amb problemes de vista i de salut pulmonar, tots dos desatesos—se sentia 'miserable i espantat'."

#### Infantesa i joventut
Holst va aprendre a tocar el piano i el violí; li agradava el piano però odiava el violí. A dotze anys, seguint la recomanació del seu pare, va començar a tocar el trombó, pensant que tocar un instrument de metall podria millorar la seva asma. Holst va estudiar a la Cheltenham Grammar School entre 1886 i 1891. Va començar a compondre cap al 1886; inspirat pel poema Horatius de Macaulay, va iniciar però aviat va abandonar una ambiciosa adaptació de l’obra per a cor i orquestra. Les seves primeres composicions incloïen peces per a piano, voluntaris d’orgue, cançons, himnes i una simfonia (de 1892). Les seves influències principals en aquesta etapa eren Mendelssohn, Chopin, Grieg i sobretot Sullivan.
Adolph va intentar desviar el seu fill de la composició, esperant que tingués una carrera com a pianista. Holst era molt sensible i infeliç. Tenia una vista dèbil, però ningú no es va adonar que necessitava portar ulleres. La salut de Holst va jugar un paper decisiu en el seu futur musical; mai havia estat fort i, a més de l’asma i la mala vista, patia de neuritis, que li dificultava tocar el piano. Ell mateix deia que el braç afectat era "com una gelatina sobrecarregada d’electricitat".
Quan Holst va acabar l’escola el 1891, Adolph li va pagar quatre mesos d’estudis de contrapunt a Oxford amb George Frederick Sims, organista del Merton College. En tornar, Holst va obtenir la seva primera feina professional, amb disset anys, com a organista i mestre de capella a Wyck Rissington, Gloucestershire. Aquest càrrec incloïa també la direcció del Bourton-on-the-Water Choral Society, que no pagava extra però li va proporcionar una experiència valuosa per perfeccionar les seves habilitats com a director. El novembre de 1891 Holst va fer potser la seva primera actuació pública com a pianista; ell i el seu pare van tocar les Danses hongareses de Brahms en un concert a Cheltenham. El programa d’aquest esdeveniment apareixia amb el nom "Gustav" en lloc de "Gustavus"; des de petit se’l coneixia per la forma curta.

### Royal College of Music
El 1892 Holst va compondre la música per a una opereta en l’estil de Gilbert i Sullivan, titulada Lansdown Castle, or The Sorcerer of Tewkesbury. L’obra es va interpretar al Cheltenham Corn Exchange el febrer de 1893; va ser ben rebuda i l’èxit el va animar a perseverar en la composició. Va presentar-se a una beca al Royal College of Music (RCM) de Londres, però la beca de composició d’aquell any la va guanyar Samuel Coleridge-Taylor. Holst va ser acceptat com a estudiant sense beca, i Adolph va manllevar 100 lliures per cobrir les despeses del primer any. Holst va deixar Cheltenham i es va traslladar a Londres el maig de 1893. Els diners escassejaven, i per frugalitat i inclinació personal es va fer vegetarià i abstemi. Dos anys més tard finalment li van concedir una beca, que va alleujar una mica les seves dificultats econòmiques, però va mantenir un règim personal auster.
Els professors de Holst al RCM van ser Frederick Sharpe (piano), William Stephenson Hoyte (orgue), George Case (trombó),), Georges Jacobi (instrumentació) i el director del col·legi, Hubert Parry (història). Després de classes preliminars amb W. S. Rockstro i Frederick Bridge, Holst va aconseguir el seu desig d’estudiar composició amb Charles Villiers Stanford.
Per mantenir-se durant els estudis, Holst tocava el trombó professionalment, a complexos turístics de la costa a l’estiu i a teatres de Londres a l’hivern. La seva filla i biògrafa, Imogen Holst, explica que amb els seus honoraris com a músic «podia pagar les necessitats bàsiques de la vida: allotjament i manutenció, paper de partitures i entrades per a la zona d’entrada general a la galeria del Covent Garden Opera House en les nits de Wagner». Va aconseguir alguna actuació ocasional en concerts simfònics, tocant el 1897 sota la batuta de Richard Strauss al Queen's Hall.
Com molts músics de la seva generació, Holst va caure sota l'encanteri de Wagner. Havia rebutjat la música de Götterdämmerung quan la va escoltar al Covent Garden el 1892, però encoratjat pel seu amic i company d'estudis Fritz Hart va perseverar i ràpidament es va convertir en un ardent wagnerià. Wagner va desplaçar Sullivan com la principal influència en la seva música, i durant un temps, com deia Imogen, «filaments mal assimiliats de Tristan s'insinuaven a gairebé totes les pàgines de les seves pròpies cançons i obertures». Stanford admirava algunes obres de Wagner, i en els seus anys joves havia estat influenciat per ell, però les composicions subwagnerianes de Holst van provocar la seva desaprovació: «No servirà, noi; no servirà». Holst respectava Stanford, i li va descriure a un company d'estudis, Herbert Howells, com «l’únic home que podria treure qualsevol de nosaltres d’un embolic tècnic», però va descobrir que els seus companys d’estudis, més que els professors, tenien una influència més gran en el seu desenvolupament.
El 1895, poc després de celebrar el seu vint-i-unè aniversari, Holst va conèixer Ralph Vaughan Williams, que esdevingué un amic per a tota la vida i va tenir més influència en la música de Holst que qualsevol altra persona. Stanford insistia en la necessitat que els seus alumnes fossin autocrítics, però Holst i Vaughan Williams esdevingueren els principals crítics mútuament; cadascun tocava la seva última composició a l’altre mentre encara la treballava. Vaughan Williams va observar més tard: «El que un realment aprèn en una Acadèmia o Col·legi no és tant dels professors oficials com dels companys d’estudis ... [discutíem] cada tema sota el sol, des de la nota més baixa del fagot doble fins a la filosofia de Jude the Obscure». El 1949 va escriure sobre la seva relació: «Holst declarava que la seva música estava influïda per la del seu amic: el contrari és certament veritat».
L’any 1895 també va ser el bicentenari de Henry Purcell, que es va commemorar amb diverses representacions, entre les quals hi havia Stanford dirigint Dido and Aeneas al Teatre Lyceum; l’obra va impressionar profundament Holst, que més de vint anys després va confessar a un amic que la seva recerca de «l’idioma musical de la llengua anglesa" havia estat inspirada "inconscientment" per "haver escoltat els recitatius a Dido de Purcell».
Una altra influència primerenca va ser William Morris. En paraules de Vaughan Williams, «Va ser aleshores quan Holst va descobrir el sentiment d’unitat amb els seus semblants que el va convertir més endavant en un gran professor. Un sentit de camaraderia més que una convicció política el va portar, encara estudiant, a unir-se a la Socialist League que es reunia a Kelmscott House a Hammersmith». A Kelmscott House, la casa de Morris, Holst va assistir a conferències del seu amfitrió i de Bernard Shaw. El seu socialisme era moderat, però li agradava el club per la bona companyia i la seva admiració cap a Morris com a home. Els seus ideals estaven influïts pels de Morris però amb un èmfasi diferent. Morris havia escrit: «No vull l’art per a uns pocs més que l’educació per a uns pocs, o la llibertat per a uns pocs. Vull que totes les persones siguin educades segons la seva capacitat, no segons la quantitat de diners que els seus pares tinguin». Holst deia: «'Aristocràcia en l’art' — l’art no és per a tothom sinó només per a uns quants escollits — però l’única manera de trobar aquests pocs és portar l’art a tothom — aleshores els artistes tenen una mena de senyal maçònic amb què es reconeixen mútuament entre la multitud». Va ser convidat a dirigir el Cor Socialista de Hammersmith, ensenyant-los madrigals de Thomas Morley, cors de Purcell, i obres de Mozart, Wagner i ell mateix. Una de les cantaires era (Emily) Isobel Harrison (1876–1969), una bella soprano dos anys més jove que ell. Se'n va enamorar; al principi ella no en va quedar impressionada, però després va canviar d’opinió i es van comprometre, tot i que sense perspectives immediates de matrimoni donat el minso sou de Holst.

### Músic professional

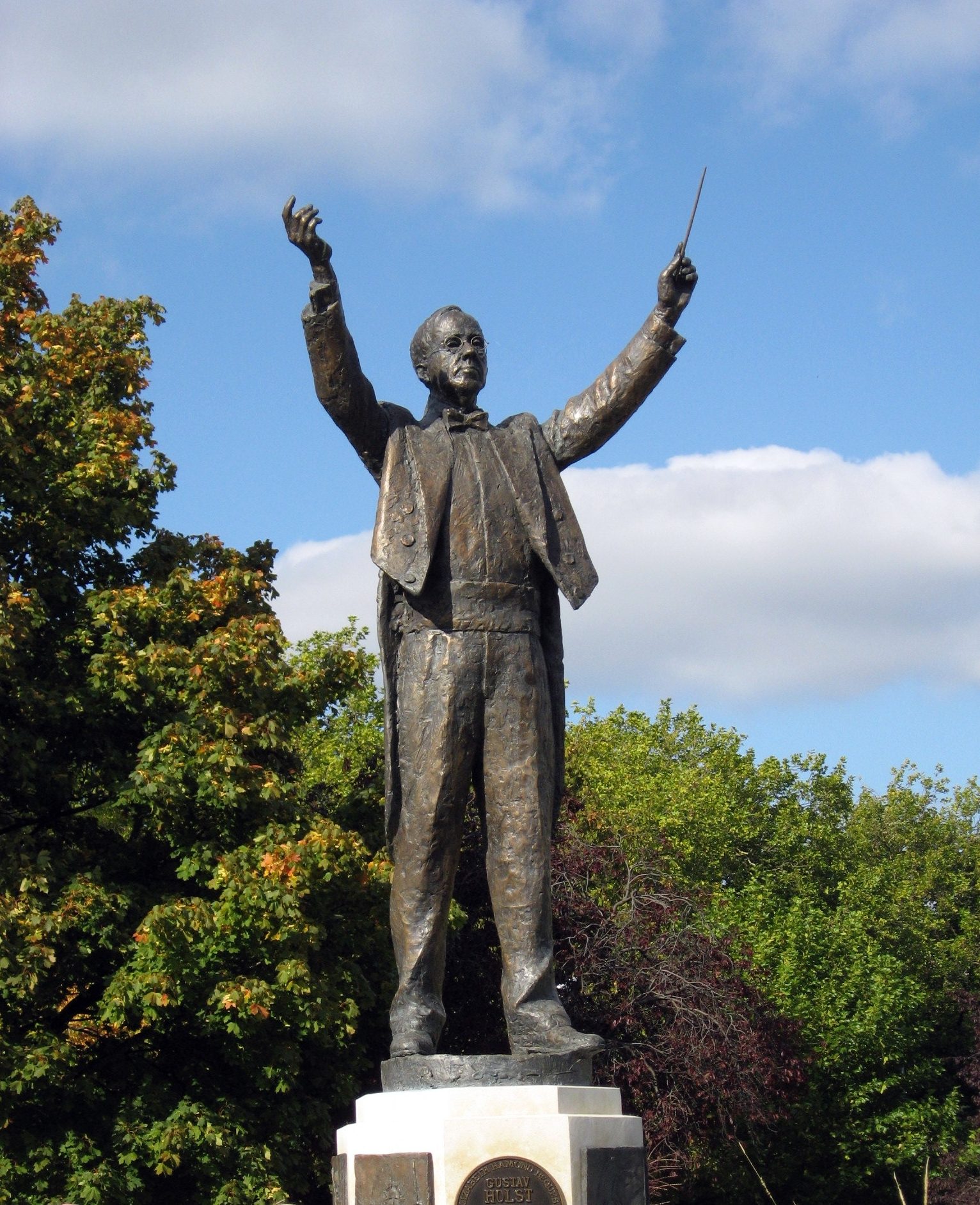
Estàtua de Holst al lloc on va néixer, Cheltenham. Se’l mostra amb la batuta a la mà esquerra, com solia fer sovint a causa de la neuritis al braç dret.

L’any 1898, el RCM va oferir a Holst una beca per un any més, però ell va sentir que ja hi havia après tot el que podia i que havia arribat el moment, segons va dir, de «aprendre fent». Algunes de les seves composicions van ser publicades i interpretades; l’any anterior, The Times havia elogiat la seva cançó Light Leaves Whisper, «una composició moderadament elaborada a sis veus, tractada amb força expressió i sensibilitat poètica».
Tot i alguns èxits ocasionals, Holst va descobrir que «l'home no pot viure només de la composició»; va acceptar diversos llocs com a organista en esglésies de Londres i va continuar tocant el trombó en orquestres de teatre. L’any 1898 va ser nomenat primer trombonista i répétiteur a la Carl Rosa Opera Company, i va fer gires amb l’Orquestra Nacional d’Escòcia. Tot i ser un intèrpret competent més que virtuós, va rebre l’elogi del prestigiós director Hans Richter, per a qui va tocar al Covent Garden. El seu salari tot just li permetia subsistir, i el complementava tocant en una orquestra popular anomenada "White Viennese Band", dirigida per Stanislas Wurm.
Holst gaudia tocant per a Wurm, i va aprendre molt d’ell sobre com extreure el rubato dels intèrprets. Tot i això, amb el desig d’abocar-se plenament a la composició, Holst trobava que haver de tocar per a "Worm" (el Cuc) o qualsevol altra orquestra de música lleugera era «una pèrdua de temps maligna i repugnant». Vaughan Williams no hi estava del tot d’acord; reconeixia que una part d’aquella música era «banal», però considerava que havia estat útil per a Holst: «Per començar, el pitjor que ha de suportar un trombonista no és res comparat amb el que ha d’aguantar un organista d’església; i en segon lloc, Holst és, sobretot, un compositor orquestral, i aquest tacte segur que distingeix la seva escriptura orquestral és degut en gran part al fet d’haver estat intèrpret en una orquestra; ha après el seu ofici, tant tècnicament com en l’essència, no de segona mà a través de llibres de text i models, sinó a partir de l’experiència viva».
Amb uns ingressos modestos assegurats, Holst va poder casar-se amb Isobel; la cerimònia es va celebrar a l’oficina de registre de Fulham el 22 de juny de 1901. El seu matrimoni va durar fins a la seva mort; van tenir una filla, Imogen, nascuda el 1907. El 24 d’abril de 1902, Dan Godfrey i l’Orquestra Municipal de Bournemouth van estrenar la simfonia de Holst The Cotswolds (Op. 8), el moviment lent de la qual és una lamentació per William Morris, que havia mort l’octubre de 1896, tres anys abans que Holst comencés a treballar en l’obra. El 1903 va morir Adolph von Holst, deixant una petita herència. Holst i la seva dona van decidir, com va explicar Imogen més tard, que «com que sempre anaven justos de diners, l’única cosa que podien fer era gastar-ho tot de cop en unes vacances a Alemanya».

### Compositor i professor

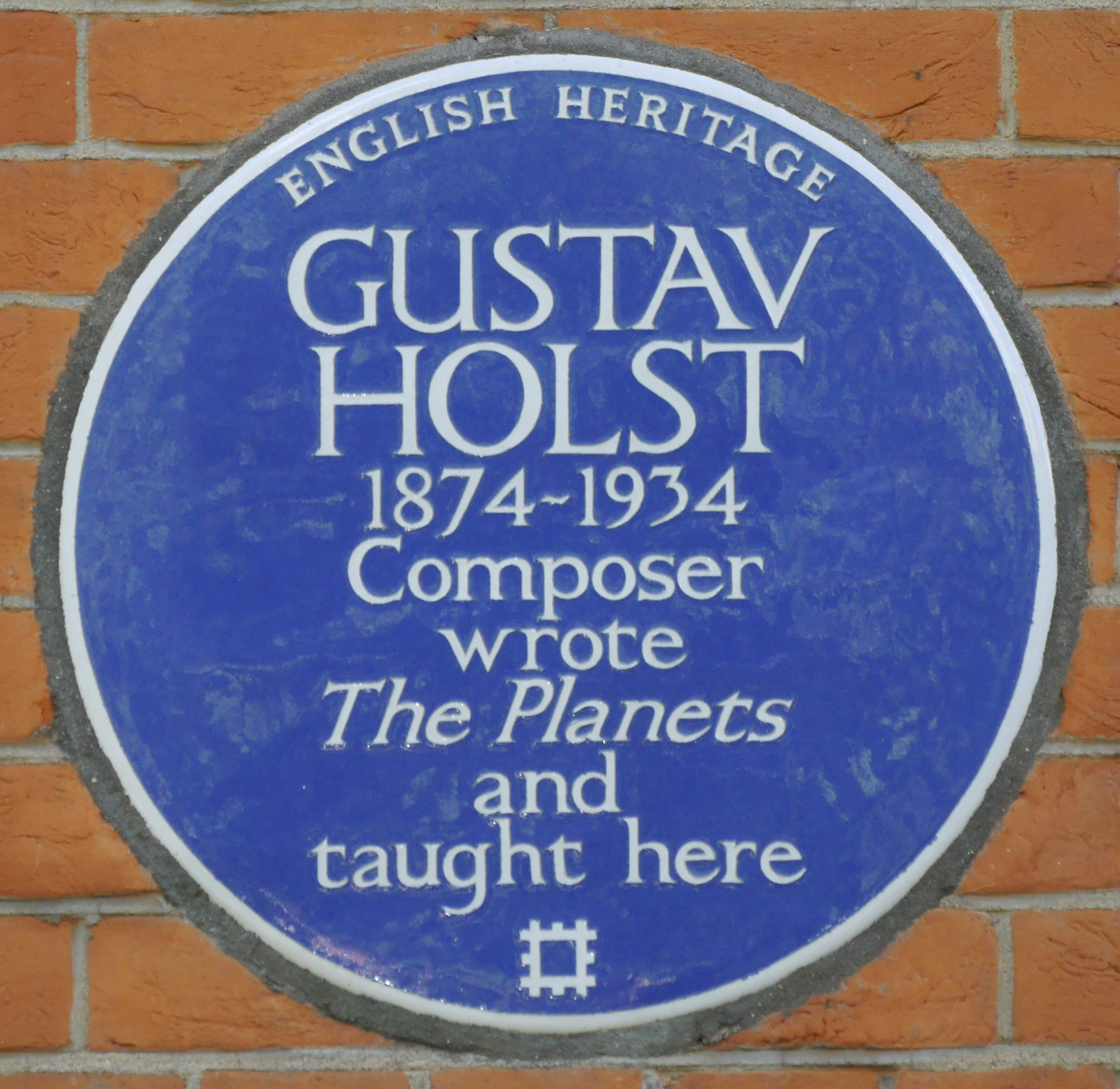
Placa blava a St Paul's Girls' School, Londres

Durant la seva estada a Alemanya, Holst va replantejar-se la seva vida professional i el 1903 va decidir abandonar la interpretació orquestral per centrar-se en la composició. Els seus ingressos com a compositor eren insuficients per viure, i dos anys després va acceptar un lloc de professor a la James Allen's Girls' School, a Dulwich, on va estar fins al 1921. També va ensenyar al Passmore Edwards Settlement, on, entre altres novetats, va fer les estrenes britàniques de dues cantates de Bach. Els dos càrrecs docents pels quals és més conegut són el de director musical a St Paul's Girls' School, a Hammersmith, des del 1905 fins a la seva mort, i director musical a Morley College entre 1907 i 1924.
Vaughan Williams va escriure sobre el primer centre: «Allà va eliminar la sentimentalitat infantil que se suposava que les noies havien d’apreciar i la va substituir per Bach i Vittoria; un magnífic rerefons per a ments immadures». Diverses alumnes de Holst a St Paul's van tenir carreres destacades, com la soprano Joan Cross i l’oboista i intèrpret de corn anglès Helen Gaskell.
Sobre l’impacte de Holst al Morley College, Vaughan Williams va escriure: «[Calia] trencar una mala tradició. Els resultats van ser al principi descoratjadors, però aviat va aparèixer un nou esperit, i la música del Morley College, juntament amb la seva derivació, el 'festival de Pentecosta' […] es va convertir en una força a tenir en compte». Abans que Holst hi fos nomenat, el Morley College no donava gaire importància a la música (la "mala tradició" de què parlava Vaughan Williams), i al principi les exigències estrictes de Holst van fer que molts estudiants abandonessin. Ell, però, va perseverar i va aconseguir formar gradualment una classe d’amants de la música compromesos.
Segons el compositor Edmund Rubbra, que va estudiar amb Holst a principis dels anys vint, aquest era «un professor que sovint arribava a classe no carregat amb l'erudició de Prout i Stainer, sinó amb una partitura de butxaca de Petruixka o la recentment publicada Missa en sol menor de Vaughan Williams». Holst mai no intentava imposar les seves idees als alumnes de composició. Rubbra recordava que Holst intuïa les dificultats de l’estudiant i el guiava amb suavitat perquè trobés la solució per si mateix. «No recordo que Holst afegís ni una sola nota seva a res del que jo escrivia, però suggeria —si jo hi estava d'acord!— que, donada una frase, la següent podria millorar si seguia un determinat camí; si jo no ho veia clar, no insistia […] Sovint suprimia el que considerava innecessari, per la seva aversió a tot l'accessori».

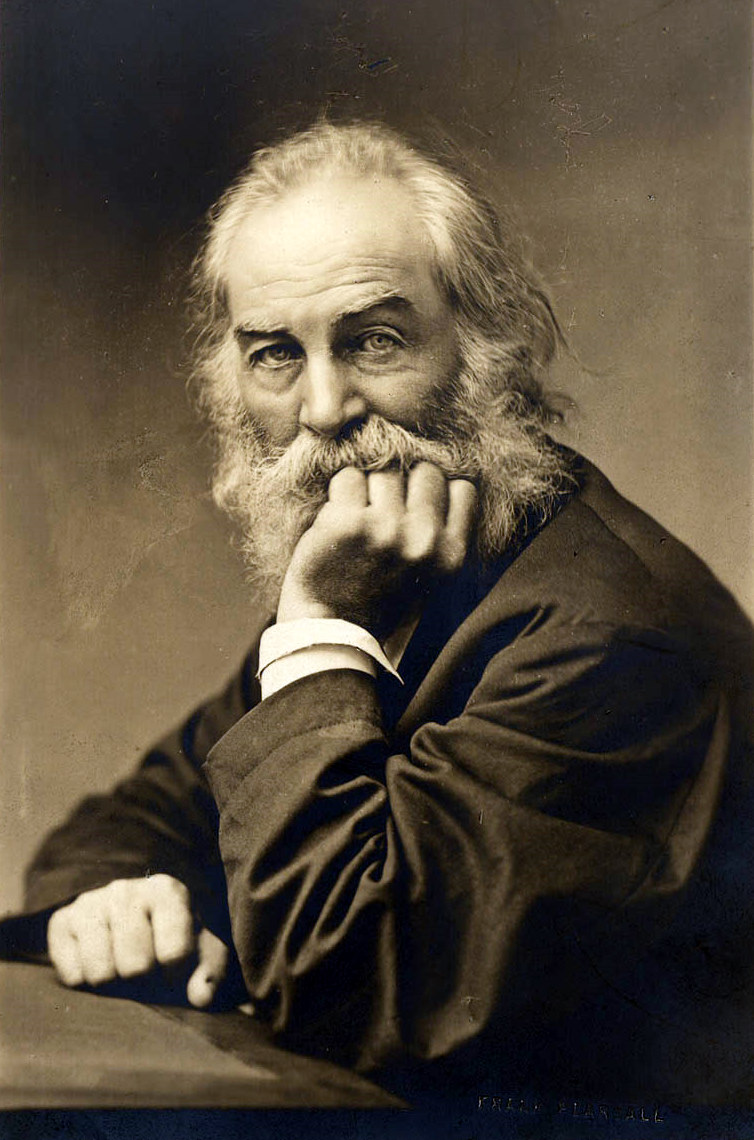
Walt Whitman, poeta amb qui es va inspirar

Com a compositor, Holst es va inspirar sovint en la literatura. Va musicar poemes de Thomas Hardy i Robert Bridges i, especialment, de Walt Whitman, les paraules del qual va utilitzar a Dirge for Two Veterans i a The Mystic Trumpeter (1904). També va escriure una obertura orquestral titulada Walt Whitman Overture l’any 1899. Durant una gira amb la companyia Carl Rosa, Holst havia llegit alguns llibres de Max Müller, que li van despertar un gran interès pels textos en sànscrit, especialment pels himnes del Rig Veda. Les versions angleses existents d’aquests textos li semblaven poc convincents, i va decidir fer-ne les seves pròpies traduccions, tot i que no tenia gaire traça com a lingüista. L’any 1909 es va matricular al University College de Londres per estudiar aquesta llengua.
Imogen va comentar les seves traduccions: «No era poeta, i hi ha moments en què els seus versos semblen ingenus. Però mai sonen vagues ni descuidats, perquè s’havia proposat trobar paraules que fossin ‘clares i dignes’ i que ‘conduïssin l’oient a un altre món’». Les seves adaptacions de textos sànscrits inclouen Sita (1899–1906), una òpera en tres actes basada en un episodi del Ramayana (que finalment va presentar a un concurs d’òpera anglesa convocat per l'editor musical milanès Tito Ricordi), però que no es va estrenar fins a l’octubre de 2024 al Saarbrücken. També Savitri (1908), una òpera de cambra basada en un relat del Mahabharata; quatre grups d’Hymns from the Rig Veda (1908–14); i dos textos originals de Kālidāsa: Two Eastern Pictures (1909–10) i The Cloud Messenger (una adaptació del Meghadūta, 1910, estrenada el 1913).
Cap al final del segle XIX, els cercles musicals britànics van viure un nou interès per la música folklòrica nacional. Alguns compositors, com Sullivan i Elgar, en van restar indiferents, però Parry, Stanford, Stainer i Alexander Mackenzie van ser membres fundadors de la Folk-Song Society. Parry creia que, recuperant la cançó popular anglesa, els compositors anglesos podrien trobar una veu nacional autèntica; va comentar: “en les cançons populars autèntiques no hi ha impostura, ni lluentor artificial, ni vulgaritat”.
Vaughan Williams es va adherir aviat i amb entusiasme a aquesta causa, recorrent el camp anglès per recollir i anotar cançons populars. Aquest moviment va influir Holst. Tot i que no n’era tan apassionat com el seu amic, va incorporar diverses melodies populars a les seves pròpies composicions i va fer diversos arranjaments de cançons recopilades per altres. La Somerset Rhapsody (1906–07) va ser escrita a proposta del folklorista Cecil Sharp i fa ús de melodies que aquest havia recollit. Holst va descriure la seva interpretació al Queen’s Hall el 1910 com “el meu primer èxit de debò”. Uns anys més tard, Holst es va entusiasmar amb una altra renaixença musical: el redescobriment dels compositors de madrigals anglesos. Weelkes era el seu preferit entre tots els compositors Tudor, però Byrd també tenia un significat especial per a ell.

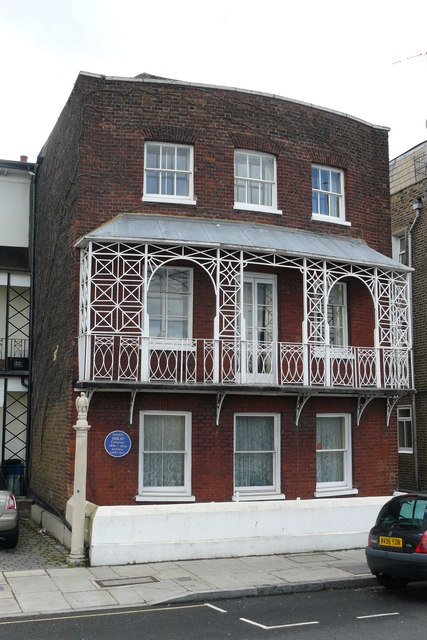
La casa a Barnes on Holst va viure entre 1908 i 1913. Al davant hi ha una plaqueta blava commemorativa

Holst era un gran aficionat a les excursions a peu. Va caminar extensament per Anglaterra, Itàlia, França i Algèria. L’any 1908 va viatjar a Algèria per recomanació mèdica com a tractament per a l’asma i la depressió que patia després que la seva òpera Sita no guanyés el premi Ricordi. Aquest viatge va inspirar la suite Beni Mora, que incorpora música que va sentir als carrers algerians. Vaughan Williams va escriure sobre aquesta obra exòtica: «si s’hagués tocat a París en lloc de Londres, hauria donat al seu compositor una reputació europea, i si s’hagués tocat a Itàlia, probablement hauria provocat un motí».”

### Dècada del 1910
El juny de 1911, Holst i els seus estudiants del Morley College van oferir la primera interpretació des del segle XVII de The Fairy-Queen de Purcell. La partitura completa s’havia perdut poc després de la mort de Purcell el 1695 i només feia poc que s’havia redescobert. Vint-i-vuit estudiants del Morley van copiar a mà totes les parts vocals i orquestrals. Eren 1.500 pàgines de música, i els va portar gairebé divuit mesos de feina, feta en el seu temps lliure. L’obra es va interpretar en forma de concert a The Old Vic, precedida per una xerrada introductòria de Vaughan Williams. The Times va elogiar Holst i els seus intèrprets per «una interpretació molt interessant i artística d’aquesta obra tan important».
Després d’aquest èxit, Holst va quedar decebut l’any següent per la freda recepció de la seva obra coral The Cloud Messenger. Va tornar a viatjar, aquest cop acceptant una invitació de H. Balfour Gardiner per unir-se a ell i als germans Clifford i Arnold Bax a Espanya. Durant aquestes vacances, Clifford Bax va introduir Holst en l’astrologia, un interès que més endavant inspiraria la seva suite Els planetes. Holst va fer cartes astrals als seus amics durant la resta de la seva vida i es referia a l’astrologia com el seu “vici preferit”.
El 1913, la St Paul's Girls’ School va inaugurar un nou edifici de música, i Holst va compondre la St Paul's Suite per a l’ocasió. El nou edifici incloïa una sala insonoritzada, ben equipada, on podia treballar sense interrupcions. Holst i la seva família es van traslladar a una casa a Brook Green, molt a prop de l’escola. Durant els sis anys anteriors havien viscut en una bonica casa amb vista al Tàmesi a Barnes, però l’aire humit del riu, sovint emboirat, li afectava la respiració. Per als caps de setmana i les vacances escolars, Holst i la seva dona van comprar una casa de camp a Thaxted, a Essex, envoltada d’edificis medievals i amb moltes possibilitats per fer excursions a peu. El 1917 es van traslladar a una casa al centre del poble, on van viure fins al 1925.

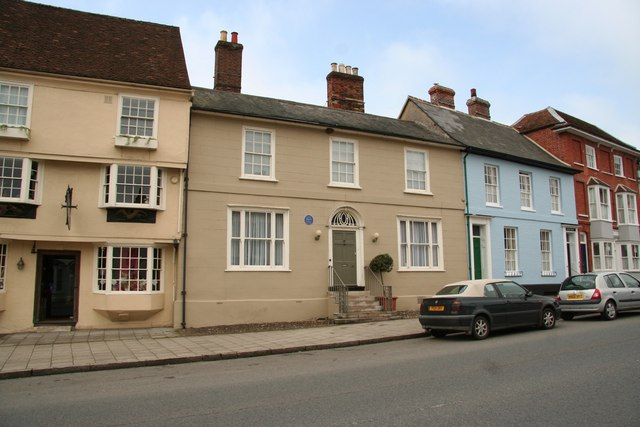
The Manse a Thaxted, on Holst va viure del 1917 al 1925

A Thaxted, Holst va fer amistat amb el reverend Conrad Noel, conegut com el “vicari roig”, que donava suport al Partit Laborista Independent i defensava moltes causes impopulars entre els sectors conservadors. Noel també va fomentar la recuperació de les danses folklòriques i les processons com a part de les cerimònies religioses, unes innovacions que van generar controvèrsia entre els feligresos més tradicionals. Holst es va convertir en organista i director de cor ocasional a la parròquia de Thaxted. El 1916 va iniciar un festival anual de música per Pentecosta; alumnes del Morley College i de la St Paul's Girls' School hi actuaven conjuntament amb participants locals.

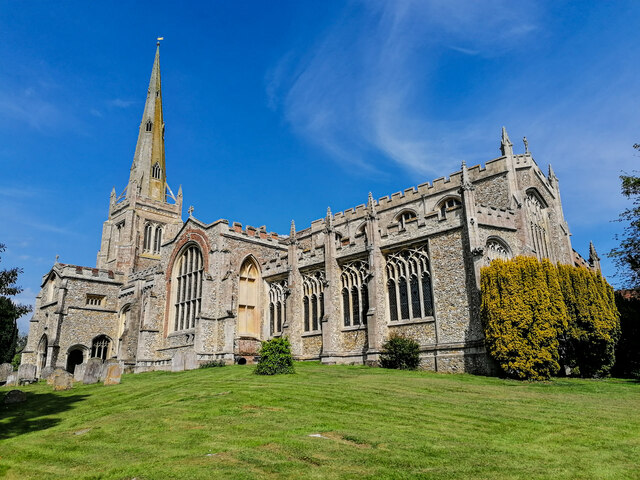
Església de Sant Joan Baptista, on Holst va fer d'organista del 1917 al 1925

Holst va compondre This Have I Done for My True Love, una nadala a cappella, dedicada a Noel en reconeixement pel seu interès en els orígens antics de la religió (el compositor sempre es referia a l’obra com The Dancing Day). Es va estrenar durant el tercer Festival de Pentecosta a Thaxted, el maig de 1918. Durant aquell festival, Noel —que esdevindria un ferm defensor de la Revolució d’Octubre russa— va exigir en un missatge de dissabte durant l’ofici que hi hagués un major compromís polític per part dels participants en les activitats de l’església. La seva afirmació que diverses alumnes de Holst (implícitament, les de la St Paul's Girls' School) eren simplement “seguidores de camp” va causar ofensa. Holst, preocupat per protegir les seves alumnes de conflictes eclesiàstics, va traslladar el Festival de Pentecosta a Dulwich, tot i que ell mateix va continuar col·laborant amb el cor de Thaxted i tocant ocasionalment l’orgue de l’església.
Aproximadament per aquesta època (1913), Stravinski va estrenar La consagració de la primavera, el que va causar un escàndol a París i crítiques ferotges a Londres. L'any següent, Holst va escoltar per primera vegada les "ultramodernes" Cinc peces per a orquestra de Schönberg, en les quals empra un cromatisme extrem (amb l'ús dels 12 tons). Certament aquestes obres avantguardistes van impactar Holst, i encara que més tard va satiritzar els aspectes més estranys de la música moderna (sempre va gaudir d'un agut sentit de l'humor), la nova música de Stravinski i Schönberg va influir, o almenys estimular el seu treball sobre la suite Els planetes.

### Primera Guerra Mundial
Quan va esclatar la Primera Guerra Mundial, Holst va intentar allistar-se, però el van rebutjar per no ser apte per al servei militar. Se sentia frustrat per no poder contribuir a l’esforç bèl·lic. La seva esposa es va oferir com a conductora d’ambulància voluntària; Vaughan Williams va anar al front a França, igual que el germà de Holst, Emil; els seus amics, els compositors George Butterworth i Cecil Coles, van morir en combat. Holst va continuar ensenyant i component; va treballar en Els planetes i va preparar la seva òpera de cambra Savitri per a la seva estrena. Es va representar per primer cop el desembre de 1916, a càrrec d’estudiants de la London School of Opera al Wellington Hall, a St John's Wood. No va rebre cap atenció per part dels diaris principals en aquell moment, tot i que, quan es va escenificar professionalment cinc anys més tard, va ser descrita com «una petita obra mestra perfecta». El 1917 va escriure The Hymn of Jesus per a cor i orquestra, una obra que no es va interpretar fins després de la guerra.
L’any 1918, quan la guerra s’acostava al final, Holst va tenir finalment l’oportunitat d’aconseguir una feina que li permetés servir. La secció musical del departament d’educació de la YMCA buscava voluntaris per treballar amb les tropes britàniques destinades a Europa mentre esperaven la desmobilització. El Morley College i la St Paul's Girls' School li van concedir un any de permís, però quedava un obstacle: la YMCA considerava que el seu cognom semblava massa alemany per ser acceptat en aquest paper. El setembre de 1918, va canviar oficialment el seu nom de "von Holst" a "Holst" mitjançant un deed poll. Va ser nomenat organitzador musical de la YMCA per al Pròxim Orient, amb base a Salònica.

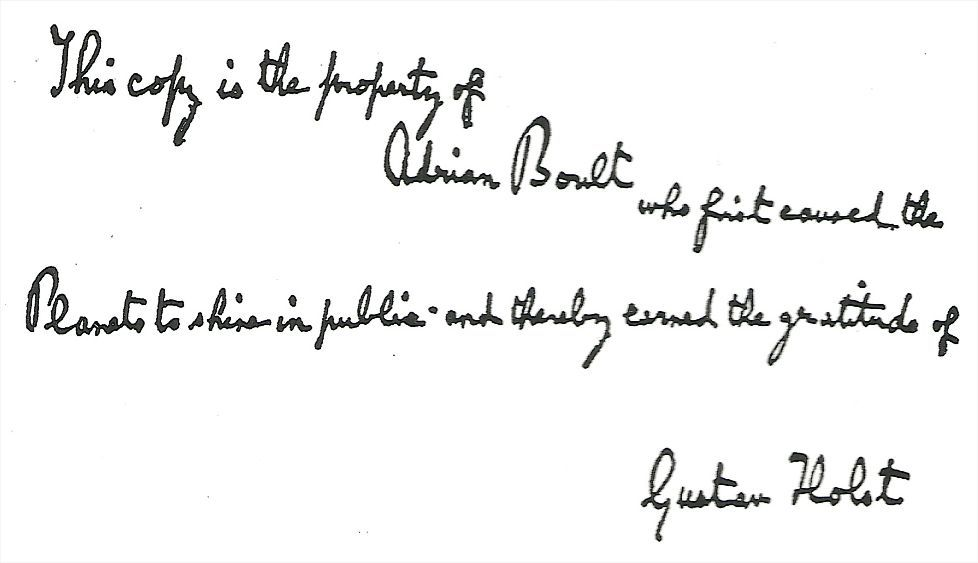
"This copy is the property of Adrian Boult, who first caused the Planets to shine in public and thereby earned the gratitude of Gustav Holst". Inscripció de Holst a la partitura dEls planetes d'Adrian Boult

Holst va rebre un emotiu comiat. El director Adrian Boult recordava: «Just abans de l’armistici, Gustav Holst va irrompre al meu despatx: 'Adrian, la YMCA m’envia a Salònica ben aviat i en Balfour Gardiner, beneït sigui, m’ha fet un regal de comiat: tota la Queen’s Hall amb l’Orquestra de la Queen’s Hall per a tot un diumenge al matí. Així que farem The Planets, i tu l’has de dirigir'». Es va desencadenar una gran activitat per tenir-ho tot a punt a temps. Les noies de St Paul's van ajudar a copiar les parts orquestrals, i les dones de Morley i les noies de St Paul's van aprendre la part coral de l’últim moviment.
El concert es va fer el 29 de setembre davant d’un públic convidat que incloïa Sir Henry Wood i la majoria de músics professionals de Londres. Cinc mesos més tard, mentre Holst era a Grècia, Boult va presentar The Planets al gran públic en un concert el febrer de 1919. Holst li va enviar una llarga carta plena de suggeriments, però no el va convèncer que s’interpretés la suite sencera. El director creia que mitja hora de música tan radicalment nova era el màxim que el públic podia assimilar en una primera audició, i en aquella ocasió només va dirigir cinc dels set moviments.
Holst va gaudir de la seva estada a Salònica, des d’on va poder visitar Atenes, que el va impressionar profundament. Les seves tasques musicals eren diverses i de vegades l’obligaven a tocar el violí a l’orquestra local: «va ser molt divertit, però trobo que no era gaire útil». Va tornar a Anglaterra el juny de 1919.

### Després de la guerra
En tornar de Grècia, Holst va reprendre la docència i la composició. A més de les seves responsabilitats habituals, va acceptar una plaça com a professor de composició a la Universitat de Reading i es va unir a Vaughan Williams per ensenyar composició al seu alma mater, el RCM. Inspirat per les classes de direcció d’Adrian Boult al RCM, Holst va intentar promoure encara més l’educació musical per a dones proposant a la directora de St Paul's Girls' School que Boult hi donés classes de direcció: «Seria gloriós si l’SPGS produís les úniques dones directores d’orquestra del món!» Al seu estudi insonoritzat a l’SPGS, Holst va compondre l’Ode to Death, una obra coral basada en un poema de Whitman, que, segons Vaughan Williams, molts consideren la peça coral més bella de Holst.
Holst, ja en la quarantena, es va trobar de sobte molt sol·licitat. La New York Philharmonic i la Chicago Symphony Orchestra competien per ser la primera a interpretar The Planets als Estats Units. L’èxit d’aquesta obra va ser seguit, l’any 1920, per una acollida entusiasta de The Hymn of Jesus, que The Observer va descriure com «una de les peces d’expressió coral i orquestral més brillants i sinceres que s’han escoltat en molts anys». The Times la va qualificar de «sens dubte, l’obra coral més original i impactant que s’ha produït al país en molts anys».
Per sorpresa i amb certa desil·lusió, Holst s’anava fent famós. La fama era una cosa completament estranya a la seva naturalesa. Tal com explica l’investigador musical Byron Adams, «va lluitar tota la vida per desfer-se de la xarxa de publicitat cridanera, la incomprensió pública i l’enveja professional que aquesta fama no desitjada li havia teixit al voltant». Va rebutjar honors i premis que li van oferir, i es negava a concedir entrevistes o signar autògrafs.
L'òpera còmica de Holst, The Perfect Fool (1923), es va interpretar àmpliament com una sàtira d’Parsifal, tot i que Holst ho va negar rotundament. L’obra, amb Maggie Teyte com a soprano principal i dirigida per Eugene Goossens, va ser rebuda amb entusiasme a la seva estrena al Royal Opera House.
El 1923, durant un concert a Reading, Holst va relliscar i va caure, patint una commoció cerebral. Va semblar recuperar-se bé i es va sentir amb forces per acceptar una invitació als EUA, on va fer conferències i va dirigir a la University of Michigan. Quan va tornar, va ser cada cop més requerit per dirigir, preparar les seves obres anteriors per a la publicació i, com sempre, per ensenyar. Aquesta pressió va ser massa per a ell; sota indicació mèdica va cancel·lar tots els compromisos professionals durant 1924 i es va retirar a Thaxted. El 1925 va reprendre la seva feina a St Paul’s Girls’ School, però no va tornar a cap dels seus altres càrrecs.

## Els últims anys
La productivitat de Holst com a compositor es va veure gairebé immediatament afavorida per la seva alliberació d’altres tasques. Entre les obres d’aquest període hi ha la Simfonia Coral, amb textos de Keats (una segona simfonia coral amb textos de George Meredith només existeix en fragments). També va compondre una curta òpera shakespeariana, At the Boar's Head; cap d’aquestes obres va tenir, però, l’atractiu popular immediat de la A Moorside Suite per a banda de metalls de 1928.
L’any 1927, Holst va rebre l’encàrrec de la New York Symphony Orchestra per escriure una simfonia. En comptes d’això, va compondre una peça orquestral titulada Egdon Heath, inspirada en la regió de Wessex de Thomas Hardy. Aquesta obra es va interpretar per primera vegada el febrer de 1928, un mes després de la mort de Hardy, en un concert memorial. Per aquella època, l’entusiasme del públic per tot allò relacionat amb Holst començava a decaure, i la peça no va ser ben acollida a Nova York. Olin Downes, en un article a The New York Times, opinava que «la nova partitura semblava llarga i poc destacable». L’endemà de l’estrena americana, Holst va dirigir la primera interpretació britànica amb la Orquestra de Birmingham. The Times reconeixia la foscor de l’obra, però destacava que reflectia la visió dura i pessimista de Hardy: «Egdon Heath no és probable que sigui popular, però expressa allò que el compositor vol dir, ens agradi o no, i la veritat és un aspecte del deure». Holst havia quedat afectat per les crítiques adverses a algunes de les seves obres anteriors, però aquesta vegada va ser indiferent a l’opinió crítica sobre Egdon Heath, que considerava, segons la frase d’Adams, la seva «composició més perfectament realitzada».
Cap al final de la seva vida, Holst va compondre la Choral Fantasia (1930) i va rebre l’encàrrec de la BBC per escriure una peça per a banda militar; el resultat fou el preludi i scherzo Hammersmith, un homenatge al lloc on havia passat gran part de la seva vida. El compositor i crític Colin Matthews considera aquesta obra «tan inflexible a la seva manera com Egdon Heath, descobrint, en paraules d’Imogen Holst, ‘enmig d’una Londres superpoblada... la mateixa tranquil·litat que havia trobat a la solitud d’Egdon Heath’». La peça va tenir la mala sort de ser estrenada en un concert que també presentava l’estrena londinenca de Belshazzar's Feast de William Walton, fet pel qual va quedar una mica eclipsada.
Holst va escriure la banda sonora per a una pel·lícula britànica, The Bells (1931), i s’ho va passar bé quan el van reclutar com a extra en una escena de multitud. Tant la pel·lícula com la banda sonora es consideren avui perdudes. També va compondre una peça per a "jazz band" que Imogen va adaptar posteriorment per a orquestra amb el títol de Capriccio. Després d’haver compost òperes al llarg de la seva vida amb diferents graus d’èxit, Holst va trobar en la seva última òpera, The Wandering Scholar, el que Matthews descriu com «el mitjà adequat per al seu sentit de l’humor oblic, escrivint amb economia i directe».
La Universitat Harvard li va oferir a Holst una càtedra per als primers sis mesos de 1932. Arribant via Nova York, es va alegrar de retrobar-se amb el seu germà Emil, que sota el nom artístic d’Ernest Cossart havia triomfat a Broadway; però Holst es va sentir aclaparat per l’atenció constant dels periodistes i fotògrafs. Tot i això, va gaudir de la seva estada a Harvard, però va emmalaltir: una úlcera duodenal el va deixar postrat durant setmanes. Va tornar a Anglaterra i va passar unes vacances breus amb el seu germà als Cotswolds. La seva salut es va anar deteriorant i es va retirar encara més de l’activitat musical. Un dels seus últims esforços va ser guiar els joves músics de l’orquestra de l’escola St Paul’s Girls’ School en una de les seves darreres composicions, la Brook Green Suite, el març de 1934.
Holst va morir a Londres el 25 de maig de 1934, als 59 anys, per una insuficiència cardíaca després d’una operació a causa de la seva úlcera. Les seves cendres van ser enterrades a la catedral de Chichester, al Sussex, a prop del memorial de Thomas Weelkes, el seu compositor favorit del període Tudor. El bisbe George Bell va fer l’oratòria memorial al funeral, i Vaughan Williams va dirigir música de Holst i pròpia.

## Obres més importants

### Per a orquestra
- A Somerset Rhapsody, op. 21 núm. 2, per a orquestra simfònica (1907)
- Suite núm. 1 en mi bemoll, op. 28 núm. 1, per a banda simfònica (1909)
- Beni Mora, op. 29 núm. 1, suite oriental per a orquestra (1910)
- Suite núm. 2 en fa, op. 28 núm. 2, per a banda simfònica (1911)
- St Paul's Suite, op. 29 núm. 2, per a orquestra de corda (1912–1913)
- Els planetes, op. 32 (The Planets), suite simfònica (1914–1917)
- Japanese Suite, op. 33, per a orquestra (1915)
- Egdon Heath, op. 47 (Homenatge a Thomas Hardy), per a orquestra (1927)
- A Moorside Suite, per a banda de metall (1928)
- Hammersmith, op. 52, preludi i scherzo per a banda simfònica (1930)

### Òperes
- Savitri (1908)
- The Perfect Fool (1918–1922)
- At the Boar's Head (1924)
- The Wandering Scholar (1934)